# Parleiten
Parleiten ist ein Gemeindeteil der Stadt Geisenfeld im oberbayerischen Landkreis Pfaffenhofen an der Ilm. Das Dorf liegt circa eineinhalb Kilometer südlich von Geisenfeld und ist über die Fahlenbacher Straße und Parleitener Straße zu erreichen.
Am 1. April 1971 wurde die ehemals selbständige Gemeinde Parleiten mit den Gemeindeteilen Eichelberg, Scheuerhof und Holzleiten in die Stadt Geisenfeld eingegliedert.

## Baudenkmäler
- Kapelle, erbaut 1884